# Bakhyt Sarsekbayev
Bakhyt Sarsekbayev (en ukrainien : Бахыт Абдирахманович Сарсекбаев, transcription française : Bakhyt Abdirakhmanovitch Sarsekbayev) est un boxeur kazakh né le 29 novembre 1981 à Almaty.

## Carrière
Médaillé d'or en poids welters aux Jeux asiatiques de Doha en 2006 et deux fois champion d'Asie en 2005 et 2007, il devient champion olympique de la catégorie aux Jeux de Pékin en 2008 après sa victoire en finale contre le Cubain Carlos Banteaux.

## Parcours auxJeux olympiques
Jeux olympiques d'été de 2008 à Pékin (poids welters) :
- Bat Adam Trupish (Canada) aux points 20-1
- Bat Vitaly Gruşac (Moldavie) par arrêt de l'arbitre au 2e round
- Bat Dilshod Mahmudov (Ouzbékistan) aux points 12-7
- Bat Kim Jung-Joo (Corée du Sud) aux points 10-6
- Bat Carlos Banteaux (Cuba) aux points 18-9